# Urocaridella
Urocaridella is een geslacht van kreeftachtigen uit de klasse van de Malacostraca (hogere kreeftachtigen).

## Soorten
- Urocaridella antonbruunii (Bruce, 1967)
- Urocaridella cyrtorhyncha (Fujino & Miyake, 1969)
- Urocaridella pulchella Yokes & Galil, 2006
- Urocaridella urocaridella (Holthuis, 1950)
- Urocaridella vestigialis Chace & Bruce, 1993